# Acsalag
Acsalag là một thị trấn thuộc hạt Győr-Moson-Sopron, Hungary. Thị trấn này có diện tích 10,41 km², dân số năm 2010 là 462 người, mật độ 44 người/km².